# Osterhöhe 51 (Gernrode)

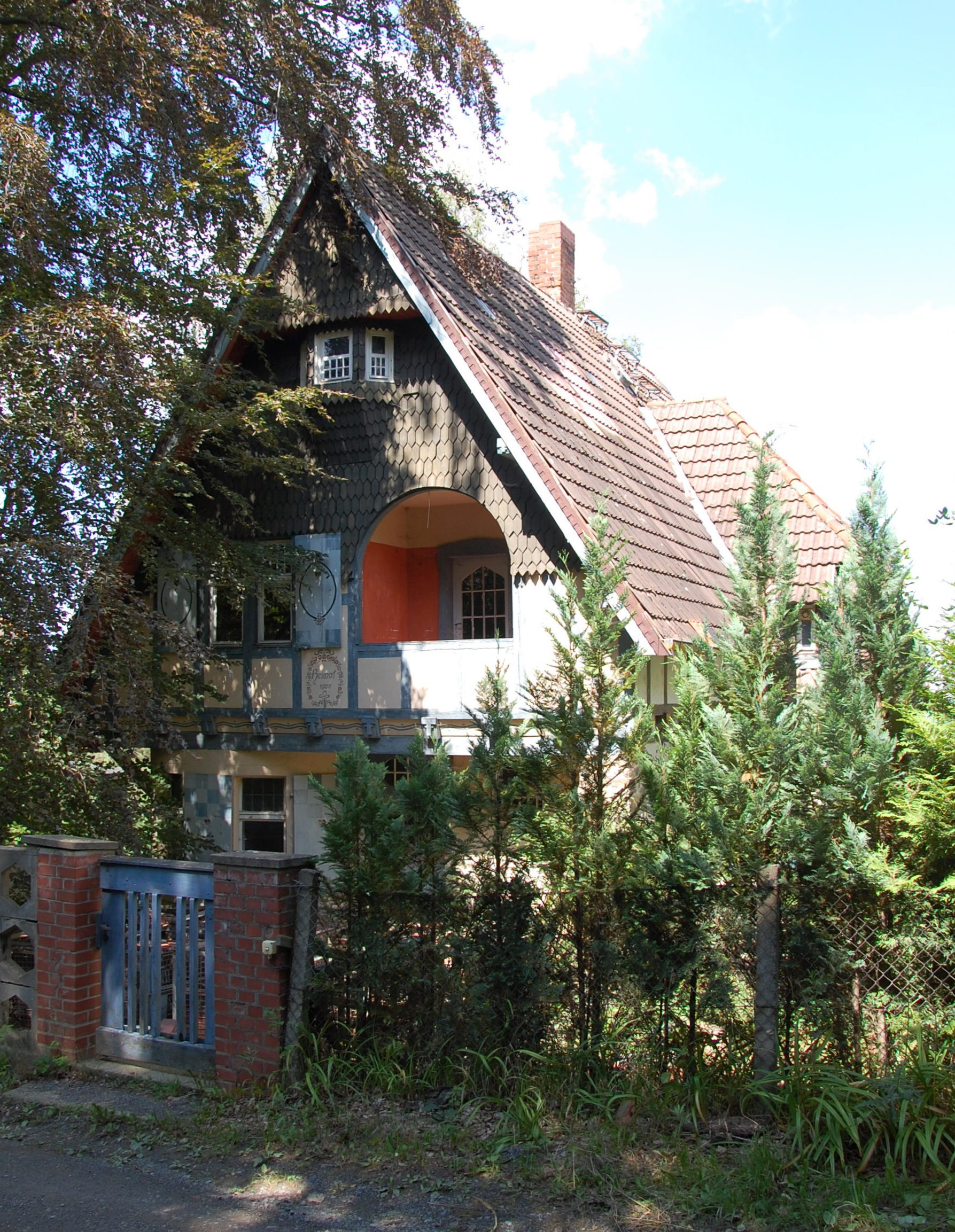
Haus Osterhöhe 51

Das Haus Osterhöhe 51 ist ein denkmalgeschütztes Gebäude in dem zur Stadt Quedlinburg in Sachsen-Anhalt gehörenden Ortsteil Stadt Gernrode.

## Lage
Er befindet sich in einer Hanglage deutlich östlich der Gernröder Altstadt auf der Nordseite der Straße Osterhöhe und ist im örtlichen Denkmalverzeichnis als Villa eingetragen.

## Architektur und Geschichte
Das Gebäude entstand im Jahr 1907 in Anlehnung an den englischen Landhausstil. Bedeckt ist die Villa von einem sehr steilen Dach. Die Raumaufteilung des sich noch sehr ursprünglich präsentierenden Gebäudes ist noch bauzeitlich. In einem Raum im Erdgeschoss befinden sich Stuckreliefs. 